# 好政府主义
好政府主义是1922年5月胡适、蔡元培等人发表《我们的政治主张》的宣言中所主张的政治倾向，他们认为“好政府”的基本标准是宪政的政府、公开的政府和有计划的政府。他们呼吁南北议和，召集1917年被解散的国会，完成制宪。同时主张裁兵、财政公开、改良选举等。

## 政治实践
1922年9月19日，在吴佩孚的支持下，以王宠惠为国务总理的“好人政府”成立，但该届政府内阁中的“好人”徒有名分却无实权，成为军阀之间斗法的工具，只存在72天便夭折了。

## 相关评价
同时代的中国革命派以及马克思主义者认为，以胡适为代表的“好政府主义”在中国政治思想史上并无太多的新意，“好政府”主张表明了这样一个事实：建立一个理想的共和国在不少人的心目中仍有相当大的吸引力，在民国时期他们总想扮演共和国的精神守护神的角色。譬如，颜吾芟、李震认为，“好人政府”是近代中国自由派知识分子“精英”的一次幼稚且失败的执政尝试，对其嗤之以鼻。陈独秀给李大钊写信说，“好政府主义”简直就是“跪着造反”。周恩来也认为，“好政府主义”无疑是给破楼将倾的房子打补丁，不但徒劳无功，更是阻止革命的发展。
中国当代一些自由派知识分子对胡适等人鼓吹的“好政府主义”则有不同看法，譬如，《三联生活周刊》李伟在《胡适：孤立的人最强大》一书中认为，对于当时中国之前途与命运引发一场热烈的讨论再所难免，胡适等人更多还是关注在具体问题上面，即要建立一个怎样的社会管理机构（政府）和社会运行机制。只不过，现实政治却让胡适大失所望，“好人政府”最终沦为军阀之间斗法的工具，昙花一现。

## 文献
1. ↑  . CNKI.[]
2. ↑  . Google图书.
3. ↑  . CNKI.   [2019-01-17]. （原始内容存档于2019-01-17）.
4. ↑  . 中国人大网.   [2019-01-17]. （原始内容存档于2014-04-01）.
5. ↑  . Google图书.